# 기사환국
기사환국(己巳換局)은 조선 숙종 15년(1689년) 때 소의(昭儀) 장씨 소생의 아들 윤(昀)을 원자로 삼으려는 숙종에 반대한 송시열 등 서인이 이를 지지한 남인에게 패배하고, 정권이 서인에서 남인으로 바뀐 일이다. 일명 기사사화(己巳士禍)라고도 한다.

## 경과
숙종은 오랫동안 아들이 없었는데 장소의가 왕자 윤(昀)을 낳았다. 왕은 크게 기뻐하여 원자로 삼고 장소의를 희빈으로 책봉하려 하였으나 서인들이 반대하므로 남인들의 도움을 얻어 왕자를 원자로 세우려 하니 서인들은 노론과 소론을 막론하고 왕비 민씨(인현왕후)가 아직 젊으니 후일까지 기다리자고 주장했다.
숙종은 1689년(숙종 15)에 서인의 요청을 묵살하고 원자의 명호(名號)를 정하고 장소의를 희빈으로 책봉하였다. 송시열은 상소를 하여 송나라 신종이 28세에 철종을 낳았으나 후궁의 아들이라 하여 번왕(藩王)에 책봉하였다가 적자가 없이 죽음에 태자로 책봉되어 신종의 뒤를 계승하였던 예를 들어 원자 책봉의 시기가 아님을 주장하였다.
기사환국이 단행된 지 4개월 만에 숙종은 서인계 왕비인 인현왕후 민씨를 폐출하고 부모의 봉작을 빼앗았다. 이에 대해 서인 노론측은 오두인 등 86인의 이름으로 상소를 올렸지만, 오두인, 박태보, 이세화 등은 국문당하여 위리안치 되거나 귀양을 갔으며, 오두인과 박태보는 국문 끝에 사망했다. 1690년 10월 22일 원자가 세자가 되면서, 장씨를 희빈에서 왕비로 승격시켰다. 같은 해 6월 송시열은 유배됐다가 사사되고 말았다.
이 사건 후 삼정승에 영의정 권대운, 좌의정 목내선, 우의정 김덕원이 등용되었다. 이후 갑술옥사 때까지 남인이 정권을 잡았다.

## 원인
장희빈 소생의 원자를 정호(定號)했을 때에 찬성하여 발생했던 민씨 폐출(廢黜)이다. 즉, 숙종은 이미 원자의 명호가 결정되었는데 그런 말을 한다는 것은 잘못이라 하여 분하게 여기던 차, 남인 이현기(李玄紀)·남치훈(南致薰)·윤빈(尹彬)·이익수 등이 송시열의 상소를 반박하여 왕의 의견을 좇으니 송시열을 파직시키고 제주도에 유배시킨 후 사사(賜死)하였다. 이 밖에 송시열의 의견을 따랐던 서인 김수흥과 김수항 등 수명이 파직 유배되었다.

## 같이 보기
- 환국
- 갑술환국

## 참고 자료
- 「심리학으로 보는 조선왕조실록」, 환국의 연속 , 강현식 저, 살림(2008년, 218p)